# Franziska Umfahrer

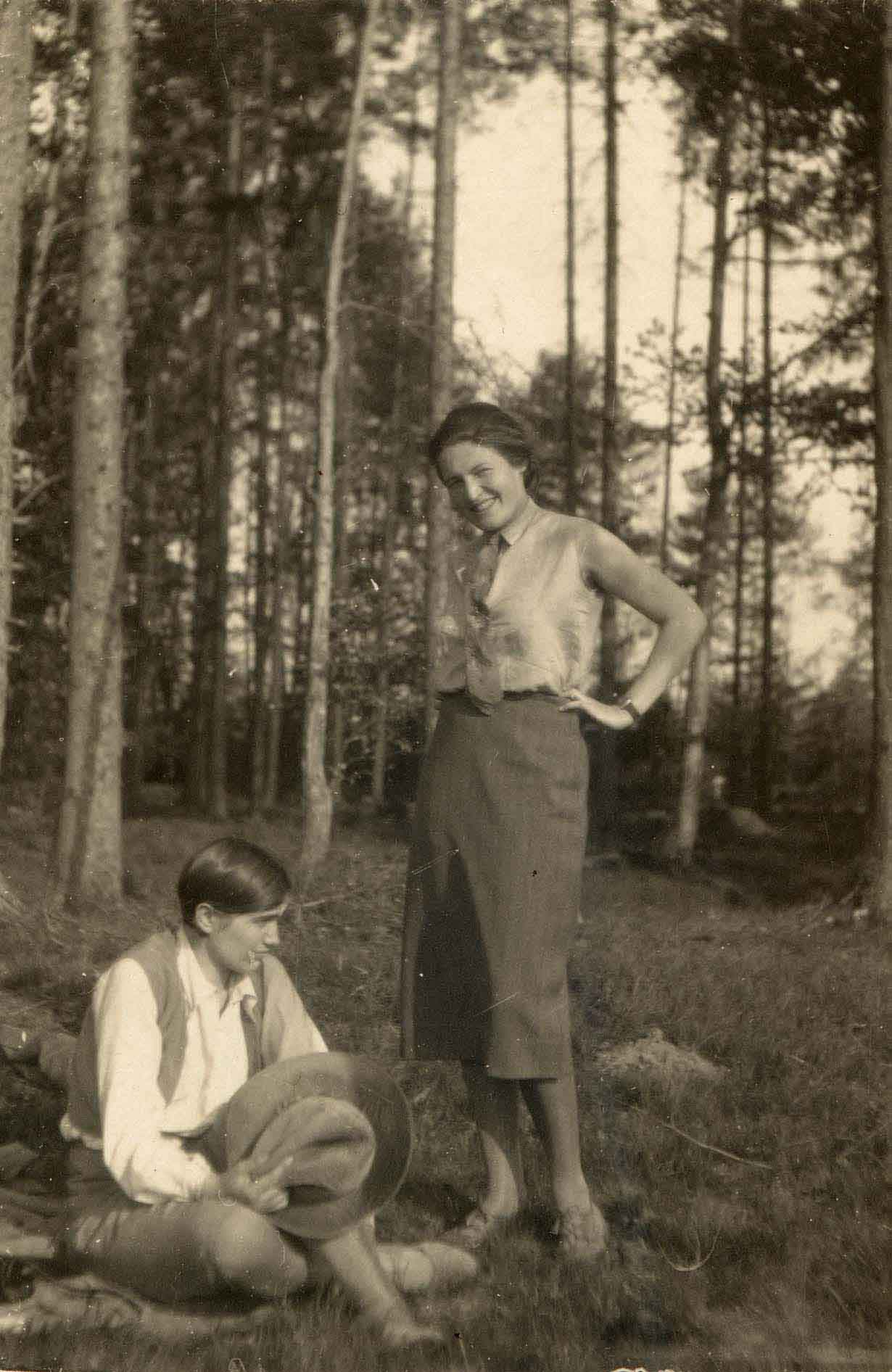
Umfahrer mit Freund

Franziska Umfahrer (* 6. Juli 1911 in Schrobenhausen; † 1. März 1988 in Kempten (Allgäu)) war eine deutsche Zeichenlehrerin und Kunsterzieherin sowie Gründerin der Franziska-Umfahrer-Stiftung.

## Leben
Franziska Umfahrer stammt aus der früher in Schrobenhausen ansässigen Kürschnerfamilie Umfahrer. Sie wurde am 6. Juni 1911 in Schrobenhausen geboren und besuchte hier die Volksschule und das von den Englischen Fräulein geleitete Lyzeum (Realschule). 1932 wurde sie an der Staatsschule für angewandte Kunst in München aufgenommen und es folgte eine Ausbildung als Zeichenlehrerin am Gymnasium.
Wegen ihrer kritischen Haltung den Nationalsozialisten gegenüber hatte sie bald größere Schwierigkeiten und ging deshalb bis 1935 nach Italien. Als Lehrerin unterrichtete sie an der damaligen Mädchenrealschule Institut der Englischen Fräulein (Krumbach) und an der Schiller-Oberschule für Mädchen in Dortmund. Bald nach Kriegsende trat sie 1946 eine Anstellung am städtischen Hildegardis-Gymnasium Kempten an; dort war sie dann 25 Jahre lang als Lehrerin für Kunsterziehung (Oberstudienrätin) tätig.
Sie starb in Kempten am 1. März 1988.

## Wirken
Die Lehrerin bereiste viele Länder der Welt: Österreich, Schweiz, Jugoslawien, Ceylon, Singapur, Indien, Burma, Thailand, Guatemala, Pakistan, Bulgarien, Türkei, USA, China und Griechenland.

## Stiftung
Am 25. Oktober 1987 errichtete die Lehrerin Franziska Umfahrer eine Stiftung und bestimmte, dass 50 Prozent der Stiftungerträge an das Altenheim St. Georg in Schrobenhausen auszuzahlen sind, ferner jeweils ein Viertel zur Unterstützung des Städtischen Heimatmuseums und/oder für Maßnahmen der Erhaltung des alten Schrobenhausener Stadtbildes sowie zur Förderung und Prämierung Jugendlicher. Die geförderte Andrea Mayer zum Beispiel lebt heute als Maskenbildnerin in Berlin. Auch wurde der Schauspieler Ferdinand Schmidt-Modrow gefördert. Die Schrobenhausener Stadtkämmerei verwaltet die Gelder.